# 21 Savage

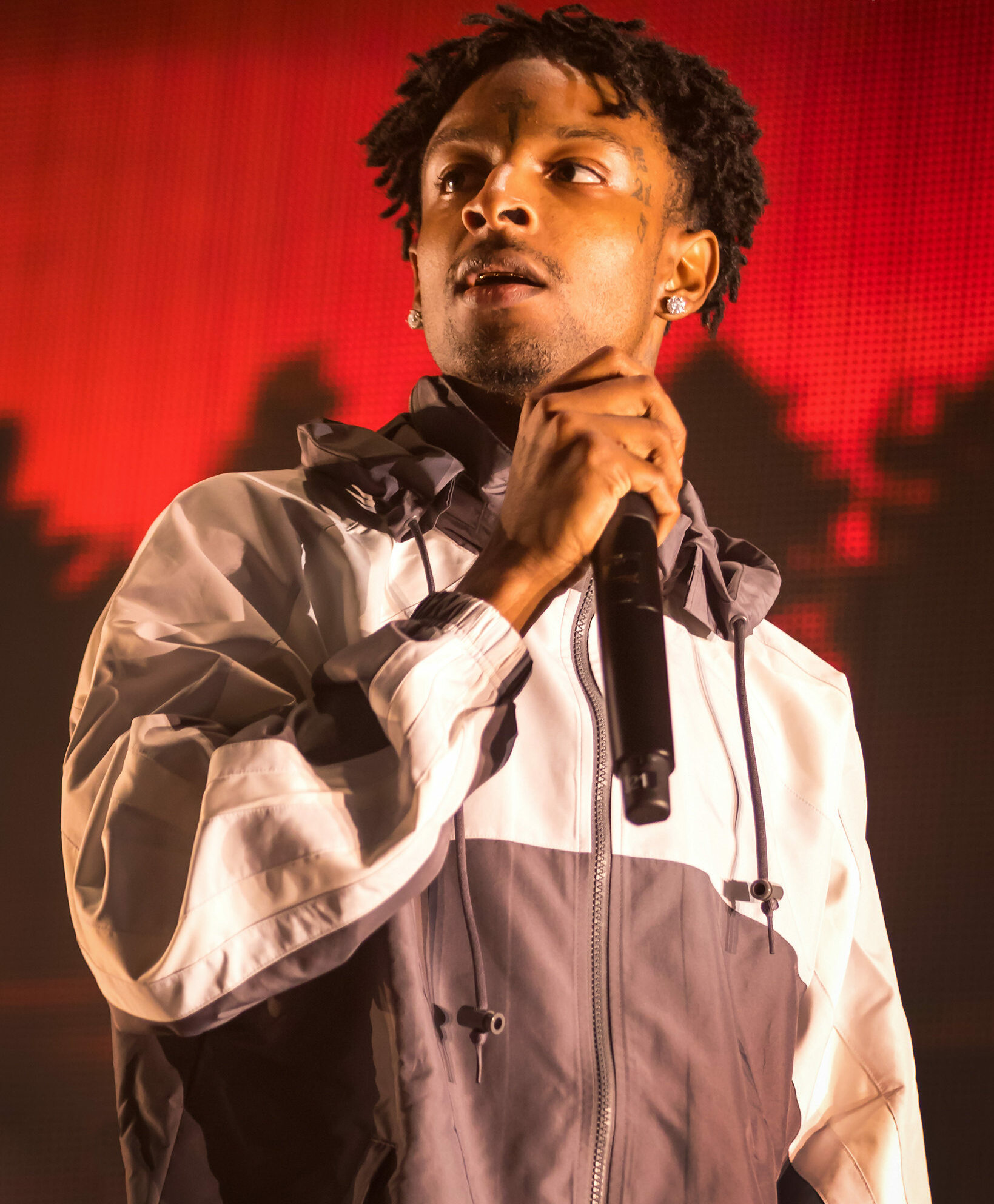
21 Savage, 2018

21 Savage (* 22. Oktober 1992 in Newham, London; bürgerlich Sheyaa Bin Abraham-Joseph oder auch Shayaa Bin Abraham-Joseph) ist ein in Atlanta im US-Bundesstaat Georgia ansässiger britischer Rapper.

## Leben
Shayaa Bin Abraham-Joseph wurde im Newham Hospital im Osten Londons geboren und ist britischer Staatsbürger. Er wuchs mit seiner ursprünglich aus dem Karibikstaat Dominica stammenden britischen Mutter Heather Joseph und seinen vier Brüdern und sechs Schwestern auf. 2005 zog er als 12-Jähriger mit seiner Familie in die Vereinigten Staaten und ließ sich in Atlanta nieder. In der 7. Klasse wurde er seiner Schule im DeKalb County School District verwiesen, nachdem er eine Schusswaffe mitgebracht hatte.
Abraham-Joseph war Mitglied der Bloods und war in kriminelle Tätigkeiten verwickelt. An seinem 21. Geburtstag wurde er während eines versuchten Raubes sechsmal angeschossen und sein bester Freund wurde getötet.
Im Februar 2019 wurde er beim Einreisen in die USA von der United States Immigration and Customs Enforcement festgenommen. Der Behörde zufolge ist er – entgegen bisheriger Annahme – kein US-Amerikaner, sondern britischer Staatsbürger, der seit 2006 ohne gültige Aufenthaltserlaubnis in Atlanta lebt, weil sein 2005 erworbenes Visum ein Jahr später abgelaufen und nicht verlängert worden war. Er wurde inhaftiert und kam anderthalb Wochen nach seiner Festnahme gegen Zahlung einer Kaution in Höhe von 100.000 US-Dollar frei. Im Oktober 2023 teilte Abraham-Josephs Anwalt mit, dass der Rapper seit seiner Festnahme alle ausländerrechtlichen Bestimmungen befolgt habe und nun rechtmäßiger Inhaber einer United States Permanent Resident Card sei.

## Karriere
21 Savage gründete in Atlanta zusammen mit seinem Freund Lotto Savage die Hip-Hop-Crew Slaughtergang. Mitte der 2010er Jahre begannen beide mit Soloveröffentlichungen. Savage machte 2014 mit der Single Picky den Anfang, darauf folgten zwei Mixtapes, The Slaughter Tape und Slaughter King. Zudem erschien die EP Free Guwop, die von Sony Digital produziert wurde.
Der Durchbruch kam 2016 mit einer weiteren Zusammenarbeit mit einem einheimischen Produzenten. Gemeinsam mit Metro Boomin nahm er die EP Savage Mode auf, die im Sommer erschien und die Top 10 der Hot R&B/Hip-Hop Songs erreichte. In den Billboard 200 erreichte sie Platz 23. Zwei Singles aus dem Album schafften es auch in die Billboard Hot 100: X (zusammen mit dem Rapper Future) und No Heart. Die Lieder wurden jeweils mit Platin ausgezeichnet. Zwei weitere Auftritte hatte er jeweils auf der Single Sneakin von Drake und der Single Offended von Meek Mill. 21 Savages Debütalbum Issa Album erschien am 7. Juli 2017 und erreichte Position 2 der Billboard 200. Ende Oktober erreichte es den Gold-Status. Die einzige Singleauskopplung des Albums, Bank Account, erreichte Platz 12 der Billboard Hot 100 bzw. Platz 5 der Hot R&B/Hip-Hop. Im September 2017 war Savage auf der Single Rockstar des Rappers Post Malone als Feature-Gast vertreten. Die Single erreichte Platz 1 in den Charts mehrerer Länder, darunter die USA, das Vereinigte Königreich und Österreich. In Deutschland und der Schweiz erreichte die Single Platz 2. In den USA sowie in Deutschland wurde Rockstar mit einer diamantenen Schallplatte ausgezeichnet.
Am 31. Oktober 2017 veröffentlichte er zusammen mit Rapper Offset von dem Hip-Hop-Trio Migos und Produzent Metro Boomin das Studioalbum Without Warning, das sich in den US-Charts auf Platz 4 platzierte. Sein 2018 veröffentlichtes zweites Studioalbum I Am > I Was erreichte in den USA die Spitzenposition der Charts. Die daraus im Januar 2019 ausgekoppelte Single A Lot (mit J. Cole) wurde 2020 mit einem Grammy Award als Rap-Song des Jahres ausgezeichnet. Ebenfalls 2020 veröffentlichte er in Kollaboration mit Metro Boomin das Album Savage Mode II als Fortsetzung ihrer 2016 erschienenen EP. Das Album, durch welches der Schauspieler Morgan Freeman als Erzähler führt, erreichte Platz 1 der Charts in den USA. Das Album hatte zwei Singleauskopplungen, Runnin und Mr. Right Now (mit Drake).
Im Juni 2022 war 21 Savage als einziger Feature-Gast auf Drakes Album Honestly, Nevermind vertreten. Der gemeinsame Song Jimmy Cooks stellt die vierte Kollaboration der beiden Rapper dar und erreichte Platz 1 der US-amerikanischen Single-Charts. Am 4. November desselben Jahres wurde schließlich ein gemeinsames Kollaborationsalbum der beiden Rapper mit dem Titel Her Loss bekanntgegeben. Das Album chartete unter anderem in den Vereinigten Staaten, dem Vereinigten Königreich und der Schweiz auf Platz 1.

## Diskografie
Studioalben

| Jahr | Titel Musiklabel                             | Höchstplatzierung, Gesamtwochen, AuszeichnungChartplatzierungen (Jahr, Titel, Musiklabel, Platzierungen, Wochen, Auszeichnungen, Anmerkungen) | Höchstplatzierung, Gesamtwochen, AuszeichnungChartplatzierungen (Jahr, Titel, Musiklabel, Platzierungen, Wochen, Auszeichnungen, Anmerkungen) | Höchstplatzierung, Gesamtwochen, AuszeichnungChartplatzierungen (Jahr, Titel, Musiklabel, Platzierungen, Wochen, Auszeichnungen, Anmerkungen) | Höchstplatzierung, Gesamtwochen, AuszeichnungChartplatzierungen (Jahr, Titel, Musiklabel, Platzierungen, Wochen, Auszeichnungen, Anmerkungen) | Höchstplatzierung, Gesamtwochen, AuszeichnungChartplatzierungen (Jahr, Titel, Musiklabel, Platzierungen, Wochen, Auszeichnungen, Anmerkungen) | Anmerkungen                                                   |
| Jahr | Titel Musiklabel                             | DE | AT | CH | UK | US | Anmerkungen                                                   |
| ---- | -------------------------------------------- | --- | --- | --- | --- | --- | ------------------------------------------------------------- |
| 2017 | Issa Album Slaughter Gang / Sony Music       | — | — | — | UK42 (2 Wo.)UK | US2 Platin · (51 Wo.)US | Erstveröffentlichung: 7. Juli 2017 Verkäufe: + 1.097.500      |
| 2018 | I Am > I Was Slaughter Gang / Sony Music     | DE87 (1 Wo.)DE | AT56 (2 Wo.)AT | CH33 (2 Wo.)CH | UK33 Gold · (9 Wo.)UK | US1 Platin · (112 Wo.)US | Erstveröffentlichung: 21. Dezember 2018 Verkäufe: + 1.295.000 |
| 2024 | American Dream Slaughter Gang / Epic Records | DE4 (11 Wo.)DE | AT2 (8 Wo.)AT | CH1 (15 Wo.)CH | UK2 Silber · (9 Wo.)UK | US1 Gold · (49 Wo.)US | Erstveröffentlichung: 12. Januar 2024 Verkäufe: + 679.500     |